# Enslev Sogn (Randers Kommune)
 For alternative betydninger, se Enslev Sogn. (Se også artikler, som begynder med Enslev Sogn)
Enslev Sogn er et sogn i Randers Nordre Provsti (Århus Stift).
I 1800-tallet var Enslev Sogn anneks til Gjerlev Sogn. Begge sogne hørte til Gjerlev Herred i Randers Amt. Gjerlev-Enslev sognekommune blev ved kommunalreformen i 1970 indlemmet i Nørhald Kommune, som ved strukturreformen i 2007 indgik i Randers Kommune.
I Enslev Sogn ligger Enslev Kirke.
I sognet findes følgende autoriserede stednavne:
- Blenstrup Bjerge (bebyggelse)
- Enslev (bebyggelse, ejerlav)
- Enslev Bjerge (bebyggelse)
- Enslev Mark (bebyggelse)
- Enslev Mose (bebyggelse)
- Enslev Sønderhuse (bebyggelse)
- Rise (bebyggelse)
- Østerhede (bebyggelse)